# Santana dos Montes
Santana dos Montes är en kommun i Brasilien.   Den ligger i delstaten Minas Gerais, i den sydöstra delen av landet, 700 km sydost om huvudstaden Brasília. Antalet invånare är 3 822.
Omgivningarna runt Santana dos Montes är huvudsakligen savann. Runt Santana dos Montes är det ganska glesbefolkat, med 22 invånare per kvadratkilometer.